# Checupa fortissima
Checupa fortissima là một loài bướm đêm trong họ Noctuidae.